# Tupolev Tu-2000
Il Tupolev Tu-2000 era un bombardiere ipersonico, realizzato in risposta all'americano Rockwell X-30. Sviluppato in Unione Sovietica a partire dal 1986, fu abbandonato nel 1992, quando l'unico prototipo in costruzione era lontano dal completamento.

## Il programma
Il requisito per un bombardiere capace di altissime velocità venne emesso dal governo sovietico il 27 gennaio 1986, in risposta al programma americano relativo all'X-30. L'ordine per lo sviluppo di un mezzo di questo tipo fu ribadito il 19 luglio successivo.
Circa un mese dopo, il 1º settembre, furono emesse le specifiche tecniche per un MVKS, ovvero uno spazioplano a singolo stadio riutilizzabile. Scopo dell'MVKS era:
- sviluppare le tecnologie per il volo transatmosferico;
- permettere trasporti intercontinentali ad altissima velocità;
- consentire l'invio nelle orbite basse dello spazio di oggetti, a costi più bassi;
- colpire obiettivi militari nello spazio e dallo spazio.

In risposta a tale requisito, furono tre gli uffici tecnici sovietici a presentare delle proposte:
- Tupolev: Tu-2000
- Yakovlev: Yakovlev MVKS
- NPO Energia: VKS

Il progetto che venne effettivamente portato avanti pare che fu quello della Tupolev.

## Sviluppo e tecnica
L'ufficio tecnico Tupolev iniziò a lavorare allo spazioplano a partire dal 30 marzo 1986. La sfida era notevole, visto che le tecnologie necessarie per un mezzo di questo tipo erano (e sono tuttora) molto avanzate, ed in gran parte da sviluppare.
La Tupolev decise di progettare tre versioni del Tu-2000, visto che con un solo modello non sarebbe stato possibile soddisfare sia le esigenze civili, sia quelle militari, sia quelle legate alla sperimentazione tecnologica.

### Tu-2000A
La versione Tu-2000A era quella relativa al banco prova volante per lo sviluppo delle sofisticate tecnologie richieste dal progetto. Le caratteristiche tecniche sono riportate in tabella. Fu l'unico tra le varie versioni del quale venne iniziata la costruzione. In dettaglio, quando il programma venne cancellato, erano state costruite solo poche sezioni in lega di nickel dell'ala, elementi della fusoliera, i serbatoi criogenici per il carburante e pochissime parti del motore.
Per svolgere l'attività sperimentale necessaria per la messa a punto del sistema propulsivo, era anche stato modificato un Tupolev Tu-154 (la nuova versione era nota come Tu-155). L'aereo svolse attività di volo dal 1988 al 1992, ed utilizzò come carburante prima l'idrogeno, poi gas naturale liquefatto. Le tecnologie criogeniche vennero utilizzate per lo stoccaggio del combustibile. Un'ulteriore versione dell'aereo, nota come Tu-156, rimase sulla carta.
Tuttavia, lo sviluppo del sistema propulsivo (uno statoreattore ATR a ciclo variabile, azionato da metano o idrogeno) stava incontrando difficoltà enormi, a causa della mancanza di supercomputer.

### Tu-2000B
Il Tu-2000B avrebbe dovuto essere la versione da bombardamento ipersonico, che rimase interamente sulla carta. Le dimensioni previste erano notevoli: 100 metri di lunghezza e 40,7 di apertura alare, con un peso compreso tra le 350 (al decollo) e le 200 (a vuoto) tonnellate. Il raggio d'azione era stimato in 10.000 km, mentre l'altitudine massima doveva raggiungere i 30.000 metri. La propulsione avrebbe dovuto essere costituita da sei motori ad idrogeno liquido, che avrebbero dovuto spingere l'aeromobile a Mach 6. Non si hanno notizie del carico bellico preventivato.

### Tu-2000 vettore spaziale
Tale versione avrebbe dovuto costituire un modo più economico ed efficace per portare carichi nelle orbite basse dello spazio (fino a 200 km). Il peso al lancio era di 260 tonnellate, con un carico pagante compreso tra le 8 e le 10 tonnellate. La velocità orbitale avrebbe dovuto essere di Mach 25. La propulsione prevista consisteva in otto statoreattori ATR, assistiti da uno statoreattore oppure da un motore a razzo.

## I progetti Energia e Yakovlev
I progetti presentati da Yakovlev ed Energia furono apparentemente abbandonati a favore di quello Tupolev.
L'Energia presentò il VKS, un aereo-razzo propulso da statoreattori ATR. Il peso al  decollo previsto avrebbe dovuto raggiungere le 700 tonnellate, con una lunghezza di 71 metri ed un'apertura alare di 42 metri. L'altezza del mezzo era stimata di 10 metri. Il carico pagante era previsto essere di 25 tonnellate, che poteva essere inviato a 200 km di altezza. Non si hanno notizie sugli sviluppi successivi al 1986, ma comunque fu tutto abbandonato entro il 1992 .
La Yakovlev presentò invece lo Yakovlev MVKS, del quale però non si hanno informazioni .

## La cancellazione del programma
Il programma venne cancellato nel 1992, in seguito alla dissoluzione dell'Unione Sovietica ed alla relativa crisi economica. Tuttavia, occorre considerare che anche il programma statunitense (il già citato Rockwell X-30) venne cancellato nello stesso periodo a causa delle enormi difficoltà tecnologiche e dei costi insostenibili.